# チロシンtRNAリガーゼ
チロシンtRNAリガーゼ(Tyrosine—tRNA ligase、EC 6.1.1.1)は、以下の化学反応を触媒する酵素である。
ATP + L-チロシン + RNA{\displaystyle \rightleftharpoons }AMP + 二リン酸 + L-チロシルtRNATyr
従って、この酵素は、ATPとL-チロシンとRNAの3つの基質、AMPと二リン酸とL-チロシル-tRNATyrの3つの生成物を持つ。
この酵素はリガーゼに分類され、特にアミノアシルtRNAと関連化合物に炭素-酸素結合を形成する。系統名はL-チロシン:tRNATyrリガーゼ(AMP生成)(L-tyrosine:tRNATyr ligase (AMP-forming))である。この酵素は、フェニルアラニン、チロシン、トリプトファンの生合成及びアミノアシルtRNAの生合成に関与している。

## 構造
2007年末時点で、34個の構造が解かれている。蛋白質構造データバンクのコードは、1H3E、1J1U、1JH3、1JII、1JIJ、1JIK、1JIL、1N3L、1NTG、1Q11、1TYA、1TYB、1TYC、1TYD、1U7D、1U7X、1VBM、1VBN、1WQ3、1WQ4、1X8X、1Y42、1ZH0、1ZH6、2AG6、2CYA、2CYB、2CYC、2DLC、2HGZ、2J5B、2TS1、3TS1、4TS1である。